# بول ألكسيس
بول ألكسيس (بالفرنسية: Paul Alexis)‏ (16 يونيو 1847، آكس أون بروفانس في فرنسا - 28 يوليو 1901 في فرنسا)؛ مؤلِّف، كاتب مسرحي، صحفي، شاعر وروائي فرنسي.

## روابط خارجية
- بول ألكسيس على موقع الموسوعة البريطانية (الإنجليزية)